# Geomys
Genre
Geomys est un genre de rongeurs faisant partie de la famille des Géomyidés qui rassemble des gaufres ou rats à poche, c'est-à-dire à abajoues. Les individus de ce genre sont appelés en français des géomys ou gaufres à poche.
Ce genre a été décrit pour la première fois en 1817 par Constantine Samuel Rafinesque (1783-1840), un naturaliste et un archéologue américain d'origine franco-germano-italienne.

## Liste des espèces
Selon Mammal Species of the World (version 3, 2005)  (1 juin 2016) :
- Geomys arenarius Merriam, 1895 - Géomys du désert[1]
- Geomys attwateri Merriam, 1895
- Geomys breviceps Baird, 1855
- Geomys bursarius (Shaw, 1800) - Gaufre brun[1] ou Gaufre à poche[1],[3]
- Geomys knoxjonesi Baker & Genoways, 1975
- Geomys personatus True, 1889
- Geomys pinetis Rafinesque, 1817 - Gaufre à poche du Sud-Est[1]
- Geomys texensis Merriam, 1895
- Geomys tropicalis Goldman, 1915

Selon ITIS (1 juin 2016) :
- Geomys arenarius Merriam, 1895
- Geomys attwateri Merriam, 1895
- Geomys breviceps Baird, 1855
- Geomys bursarius (Shaw, 1800)
- Geomys jugossicularis Hooper, 1940
- Geomys knoxjonesi Baker & Genoways, 1975
- Geomys lutescens Merriam, 1890
- Geomys personatus True, 1889
- Geomys pinetis Rafinesque, 1817
- Geomys texensis Merriam, 1895
- Geomys tropicalis Goldman, 1915

Selon NCBI (1 juin 2016) :
- Geomys arenarius
- Geomys attwateri
- Geomys breviceps
- Geomys bursarius
- Geomys jugossicularis
- Geomys knoxjonesi
- Geomys knoxjonesi x Geomys bursarius major
- Geomys lutescens x halli
- Geomys lutescens x majusuclus
- Geomys personatus
- Geomys pinetis
- Geomys streckeri
- Geomys texensis
- Geomys tropicalis

Selon Paleobiology Database (1 juin 2016) :
- Geomys adamsi
- Geomys bursarius
- Geomys carranzai
- Geomys jacobi
- Geomys lutescens
- Geomys minor
- Geomys parvidens
- Geomys pinetis
- Geomys quinni
- Geomys tobinensis